# نووزینایدینسکویه
نووزینایدینسکویه (انگلیسی: Novozinaidinskoye) یک شهرک در بخش راکیتیانسکی استان بلگورود کشور روسیه است.